# Classique des Alpes 2002
La Classique des Alpes 2002, dodicesima edizione della corsa e valida come evento dell'UCI categoria 1.1, si svolse l'8 giugno 2002, per un percorso totale di 164 km. Fu vinta dal colombiano Santiago Botero che giunse al traguardo con il tempo di 4h25'50" alla media di 37,016 km/h.
Al traguardo 34 ciclisti portarono a termine il percorso.

## Ordine d'arrivo (Top 10)
| Pos. | Corridore              | Squadra         | Tempo    |
| ---- | ---------------------- | --------------- | -------- |
| 1    | Santiago Botero        | Kelme           | 4h25'50" |
| 2    | Óscar Sevilla          | Kelme           | s.t.     |
| 3    | Jørgen Bo Petersen     | EDS-Fakta       | a 1'55"  |
| 4    | José Enrique Gutiérrez | Kelme           | s.t.     |
| 5    | David Moncoutié        | Cofidis         | a 1'58"  |
| 6    | Jean-Cyril Robin       | Franç. des Jeux | a 2'43"  |
| 7    | Aitor Kintana          | BigMat          | a 2'46"  |
| 8    | Nicolas Vogondy        | Franç. des Jeux | a 2'51"  |
| 9    | Félix García Casas     | BigMat          | s.t.     |
| 10   | Lennie Kristensen      | EDS-Fakta       | s.t.     |